# Middlebridge-Trussardi
Middlebridge-Trussardi foi um projeto criado para disputar a segunda metade da temporada de 1987 da Fórmula 1.

## História
Em 1987, o italiano Emanuele Pirro, então com 25 anos, planejava criar uma equipe própria. Contou com a ajuda de John MacDonald (fundador da RAM Racing) e do grupo empresarial Middlebridge Group Limited, sediado no Japão.
O chassi utilizado seria o B186, que disputara a temporada de 1986 pela Benetton. O carro seria equipado com um motor BMW rebatizado Megatron e os pneus seriam da Goodyear. A Trussardi (empresa de vestuário italiana) seria o patrocinador principal.

### Tentativa de inscrição barrada
Pirro e sua nova equipe inscreveram-se para o GP da Itália, enquanto o japonês Aguri Suzuki participaria das 2 últimas provas (Japão e Austrália). Uma foto do carro foi tirada (sem motor) com uma pintura dividida em preto e branco.
Entretanto, a FIA decidiu rejeitar a inscrição do time poucos dias antes do GP da Itália, alegando que, se um time inscrevesse um terceiro carro, teria que fazê-la 3 meses antes do encerramento do prazo (a Trussardi não atendeu o requisito). Depois que a inscrição definitivamente barrada pela entidade, McDonald retirou a Trussardi da categoria - Pirro faria sua estreia na Fórmula 1 apenas em 1989 pela Benetton, e Suzuki disputaria um GP pela primeira vez em 1988, pela Larrousse.

## Links
- Sam Smith: A bridge too far.]